# Episodi di My Little Pony - L'amicizia è magica (seconda stagione)
La seconda stagione della serie d'animazione My Little Pony - L'amicizia è magica (My Little Pony: Friendship is Magic) è stata trasmessa in originale a partire dal 17 settembre 2011 su The Hub, concludendosi il 21 aprile 2012.
La stagione vede la creatrice Lauren Faust passare da direttore esecutivo a produttore consulente, fino a lasciare definitivamente lo show dopo la stagione.
In Italia è stata trasmessa a partire dal 13 ottobre 2012 sul canale a pagamento Boomerang ogni sabato con due episodi, in replica la domenica. Dal 5 novembre 2012 va invece in prima TV in chiaro su Cartoonito tutti i giorni; sempre dal 5 novembre, gli episodi vengono trasmessi su Boomerang anche durante i giorni feriali.

## Nota sulla trasmissione di alcuni episodi

### Hearth's Warming Eve
L'episodio Hearth's Warming Eve, andato in onda in originale come undicesimo della stagione, è stato trasmesso come tredicesimo nella versione italiana e in altri adattamenti internazionali, rispecchiando probabilmente l'ordine di produzione.

### The Last Roundup
L'episodio The Last Roundup è stato cancellato dalla libreria iTunes poco tempo dopo la sua trasmissione originale per essere poi nuovamente caricato in una versione modificata; le modifiche sono attinenti al controverso personaggio di Derpy, che compare in quell'episodio con un ruolo parlante. Nella versione modificata, è stato omesso il nome della pony pegaso (in origine pronunciato da Rainbow Dash), e la voce di quest'ultima, così come alcune sue espressioni facciali, sono state ritoccate per farle sembrare più "normali".
La versione non modificata dell'episodio è stata inclusa nel DVD The Friendship Express. Inoltre, il nome di Derpy compare nella versione italiana, francese e russa dell'episodio.

### Inizio di stagione in Italia
I primi due episodi trasmessi in Italia non sono stati l'episodio 1 e 2 della stagione (Il ritorno dell'armonia), bensì gli ultimi due (Un matrimonio a Canterlot), andati in onda su Boomerang il 13 ottobre 2012. Ciò non è accaduto nella messa in onda su Cartoonito, cominciata regolarmente con il primo episodio Il ritorno dell'armonia - parte 1.

### The Super Speedy Cider Squeezy 6000in Italia
L'episodio The Super Speedy Cider Squeezy 6000, benché doppiato in italiano, non è mai stato trasmesso sulle reti televisive italiane. Tuttavia, a febbraio 2015, Hasbro ha pubblicato, sul suo canale YouTube, una parte dell'episodio italiano con la canzone. Infine, il 26 maggio 2015, con l'uscita del DVD Baby Cakes nel Regno Unito, l'episodio è stato pubblicato con il titolo Fino all'ultima goccia di sidro.

## Lista episodi
| Prima stagione | Terza stagione |

| Episodio     | Titolo                               | Titolo                              | Prima TV          | Prima TV                |
| # (tot) stag | italiano                             | originale                           | Stati Uniti       | Italia                  |
| ------------ | ------------------------------------ | ----------------------------------- | ----------------- | ----------------------- |
| (27) 1       | Il ritorno dell'armonia - Parte 1    | The Return of Harmony Part 1        | 17 settembre 2011 | 20 ottobre 2012         |
| (28) 2       | Il ritorno dell'armonia - Parte 2    | The Return of Harmony Part 2        | 24 settembre 2011 | 20 ottobre 2012         |
| (29) 3       | Lezione numero zero                  | Lesson Zero                         | 15 ottobre 2011   | 27 ottobre 2012         |
| (30) 4       | L'eclissi di Luna                    | Luna Eclipsed                       | 22 ottobre 2011   | 27 ottobre 2012         |
| (31) 5       | Sorelle                              | Sisterhooves Social                 | 5 novembre 2011   | 3 novembre 2012         |
| (32) 6       | Troppi cutie mark                    | The Cutie Pox                       | 12 novembre 2011  | 4 novembre 2012         |
| (33) 7       | Che vinca il cucciolo migliore       | May the Best Pet Win!               | 19 novembre 2011  | 12 novembre 2012        |
| (34) 8       | Una misteriosa rivale                | The Mysterious Mare Do Well         | 26 novembre 2011  | 13 novembre 2012        |
| (35) 9       | Dolce come la crema                  | Sweet and Elite                     | 3 dicembre 2011   | 14 novembre 2012        |
| (36) 10      | Un compleanno fuori misura           | Secret of My Excess                 | 10 dicembre 2011  | 15 novembre 2012        |
| (37) 11      | Festa dell'amicizia                  | Hearth's Warming Eve                | 17 dicembre 2011  | 20 novembre 2012        |
| (38) 12      | La giornata della famiglia           | Family Appreciation Day             | 7 gennaio 2012    | 16 novembre 2012        |
| (39) 13      | I bebè dei signori Cake              | Baby Cakes                          | 14 gennaio 2012   | 19 novembre 2012        |
| (40) 14      | L'ultimo raduno                      | The Last Roundup                    | 21 gennaio 2012   | 21 novembre 2012        |
| (41) 15      | Fino all'ultima goccia di sidro      | The Super Speedy Cider Squeezy 6000 | 28 gennaio 2012   | 26 maggio 2015 (in DVD) |
| (42) 16      | Rainbow Dash e il libro di avventure | Read It and Weep                    | 4 febbraio 2012   | 22 novembre 2012        |
| (43) 17      | La pozione d'amore                   | Hearts and Hooves Day               | 11 febbraio 2012  | 23 novembre 2012        |
| (44) 18      | Operazione sorriso                   | A Friend in Deed                    | 18 febbraio 2012  | 26 novembre 2012        |
| (45) 19      | Farsi valere                         | Putting Your Hoof Down              | 3 marzo 2012      | 27 novembre 2012        |
| (46) 20      | Era ora                              | It's About Time                     | 10 marzo 2012     | 28 novembre 2012        |
| (47) 21      | La ricerca del drago                 | Dragon Quest                        | 17 marzo 2012     | 29 novembre 2012        |
| (48) 22      | L'uragano Fluttershy                 | Hurricane Fluttershy                | 24 marzo 2012     | 30 novembre 2012        |
| (49) 23      | Gossip a Ponyville                   | Ponyville Confidential              | 31 marzo 2012     | 3 dicembre 2012         |
| (50) 24      | Mmmistero sul treno                  | MMMystery on the Friendship Express | 7 aprile 2012     | 4 dicembre 2012         |
| (51) 25      | Un matrimonio a Canterlot - Parte 1  | A Canterlot Wedding - Part 1        | 21 aprile 2012    | 13 ottobre 2012         |
| (52) 26      | Un matrimonio a Canterlot - Parte 2  | A Canterlot Wedding - Part 2        | 21 aprile 2012    | 13 ottobre 2012         |

## Dettagli episodi

### The Return of Harmony Part 1
- Titolo italiano (Boomerang): Il ritorno dell'armonia - parte 1
- Regia: James Wootton
- Sceneggiatura: M. A. Larson
- Storyboard: Tom Sales, Sabrina Alberghetti, Kenny Park, Mike West[9]

Dopo millenni di prigionia sotto forma di statua di pietra, lo Spirito del Caos Discord si risveglia nuovamente; questo essere bizzarro, per puro divertimento, vuole trasformare l'intera Equestria in una terra anarchica e grottesca; dopo aver celato l'unica arma in grado di fermarlo, gli Elementi dell'armonia, Discord mette alla prova le protagoniste facendogli credere che i preziosi artefatti siano collocati al centro del labirinto del palazzo di Canterlot, e tutto sembra essere perduto allorché lo Spirito del Caos, divide le sei amiche, poi usa i suoi poteri per ingrigire l'anima delle Mane 6 e minacciandone così la stessa amicizia e unione.

### The Return of Harmony Part 2
- Titolo italiano (Boomerang): Il ritorno dell'armonia - parte 2
- Regia: James Wootton
- Sceneggiatura: M. A. Larson
- Storyboard: Tom Sales, Sabrina Alberghetti, Kenny Park, Mike West[9]

Twilight capisce che gli Elementi dell'armonia si trovano a Ponyville, ma ormai non hanno più effetto senza la vera natura delle ragazze e senza Rainbow Dash e ciò porta alla sconfitta di Twilight che si ingrigisce a sua volta. Celestia allora gli restituisce tutti i suoi messaggi sulle lezioni di amicizia e grazie a essi e alla sua forza di volontà, riesce a liberare le sue amiche dal grigio incantesimo che il Signore del Caos aveva usato contro di loro facendole tornare normali, e così le protagoniste riescono a sconfiggere Discord e riportarlo alla forma di statua. Infine le sei Pony vengono celebrate a Canterlot per aver salvato Equestria dal caos eterno.
Rapporto di Twilight sull'amicizia: anche se non è sempre così facile stare insieme, l'amicizia è qualcosa per cui vale la pena lottare.

### Lesson Zero
- Titolo italiano (Boomerang): Lezione numero zero
- Regia: James Wootton
- Sceneggiatura: Meghan McCarthy
- Storyboard: Raven Molisee, Nicole Wang[9]

Twilight va in completa paranoia quando si rende conto di non aver mandato una lettera sull'amicizia a Celestia durante l'ultima settimana. Decide di cercare un problema di amicizia, così da poterlo risolvere per non sentirsi una ritardataria, per tutto il giorno Twilight gira per Ponyville alla ricerca di qualcuno che abbia bisogno di aiuto, sfortunatamente quando trova un problema questo si risolve da solo senza fatica, successivamente parla della sua ansia anche alle sue amiche ma queste non la prendono sul serio. Alla fine, dopo molti tentativi andati a vuoto, decide di crearne uno lei stessa, purtroppo si genera una rissa tra tutti gli abitanti di Ponyville e solo l'intervento di Princess Celestia riporta la situazione alla normalità. Twilight si scusa con la principessa per il ritardo, ma in quel momento arriva il resto delle Mane 6 che ammette di non aver aiutato Twilight quando era in difficoltà, la principessa accetta le loro scuse a patto che in futuro scrivano il rapporto sull'amicizia solo quando scoprono qualcosa.
Rapporto delle Mane 6 sull'amicizia: dobbiamo prendere i nostri amici sul serio anche se non pensiamo che abbiano qualcosa di cui preoccuparsi, ma che non si deve mai trasformare un problema da niente in un disastroso pasticcio.

### Luna Eclipsed
- Titolo italiano (Boomerang): L'eclissi di Luna
- Regia: James Wootton
- Sceneggiatura: M. A. Larson
- Storyboard: Kenny Park, Marshall Fels Elliott[9]

A Ponyville si sta celebrando la Notte degli incubi, una festa molto simile a Halloween. A un tratto però arriva Luna, la sorella di Celestia, precedentemente nota come la malvagia Nightmare Moon, e così si diffonde il panico tra i pony. Solo Twilight capisce che l'unica cosa che Luna vuole è essere accettata come un'amica dagli abitanti, decide così di aiutarla a realizzare il suo scopo. Tuttavia l'impresa e tutt'altro che facile, nonostante Luna faccia molti sforzi i pony continuano a vederla con timore e paura, alla fine dopo molti tentativi falliti Luna decide addirittura di cancellare la Notte degli incubi per sempre rendendo disperati i pony. Twilight però non si arrende, infatti grazie a Pinkie Pie capisce come aiutare Luna a farsi accettare, la convince infatti a spaventare un gruppo di puledrini, in questo modo apprezzano la scherzo e così la ringraziano per la sorpresa, finalmente Luna viene accettata come amica da tutti i pony e si unisce ai festeggiamenti.
Rapporto di Twilight sull'amicizia: la cosa migliore da fare con l'amicizia è donarla agli altri e aiutarli a trovare sé stessi, e anche se qualcuno all'inizio può intimorirci o spaventarci quando doniamo la nostra amicizia possiamo scoprire un pony diverso da come lo immaginavamo.

### Sisterhooves Social
- Titolo italiano (Boomerang): Sorelle
- Regia: James Wootton
- Sceneggiatura: Cindy Morrow
- Storyboard: Sherann Johnson, Corey Toomey[9]

Sweetie Belle vuole passare un po' di tempo con sua sorella Rarity, ma quest'ultima non ha tempo per lei. Decide quindi di rendersi utile facendo dei favori a Rarity, ma purtroppo non sono apprezzati da lei per un motivo o per l'altro, alla fine Rarity e Sweetie Belle litigano e quest'ultima se ne va arrabbiata. Poco dopo incontra Apple Bloom che gli fa vedere come lavora al Giardino Dolci Mele insieme ad Applejack, Sweetie Belle comincia a pensare che la sua sorella maggiore sia Applejack. Rarity vedendo un disegno di Sweetie Belle capisce di aver esagerato e va a scusarsi con lei, quest'ultima però la ignora, Rarity allora capisce grazie ad Applejack come rimediare al suo sbaglio. Il giorno dopo Sweetie Belle decide di partecipare con Applejack alla "Fiera della sorellanza" una gara di abilità tra sorelle maggiori e minori, con l'approvazione di Apple Bloom, tutte e due superano brillantemente tutte le prove vincendo per poco, alla fine Sweetie Belle scopre di aver gareggiato per tutto il tempo al fianco di sua sorella Rarity. Infatti si erano messe tutte d'accordo per aiutare Sweetie Belle e Rarity a riappacificarsi e così le due sorelle ritornano insieme.
Rapporto di Rarity e Sweetie Belle sull'amicizia: avere una sorella è la cosa più bella del mondo ma non è nemmeno la più facile. Essere sorelle è una cosa meravigliosa ma ci vuole tanto lavoro di squadra, a volte bisogna raggiungere dei compromessi, altre volte bisogna accettare di essere diverse, ma bisogna soprattutto divertirsi assieme anche se questo significa sporcarsi gli zoccoli.

### The Cutie Pox
- Titolo italiano (Boomerang): Troppi cutie mark
- Regia: James Wootton
- Sceneggiatura: Amy Keating Rogers
- Storyboard: Tom Sales, Dave Weibe[9]

Apple Bloom è stanca di non aver ancora ottenuto il cutie mark così si addentra nella Everfree Forest, qui incontra Zecora, quest'ultima dopo averla aiutata a riparare un dente spezzato gli dice che per ogni male ha la soluzione. Apple Bloom realizza così una pozione con uno strano fiore in casa di Zecora, e così gli spunta un cutie mark, il giorno dopo mostra il suo talento a tutti però dopo gli spunta un altro cutie mark, e così diventa subito popolare per essere il primo pony ad aver ottenuto ben due cutie mark. Sfortunatamente gliene spunta un altro durante la notte facendola impazzire, infatti è costretta a fare tutto quello che mostrano i cutie mark senza potersi fermare, grazie a Twilight scopre di avere una malattia rara chiamata "Cutie Pox" ma che non esiste la cura, così Applejack, Twilight e Apple Bloom cercano di raggiungere Zecora per una soluzione ma Apple Bloom non riesce a camminare. Fortunatamente Zecora arriva poco dopo e mostra la cura per Apple Bloom, un fiore che sboccia grazie alla verità, quest'ultima alla fine ammette di non aver ottenuto onestamente i cutie mark e così il fiore sboccia, Apple Bloom lo mangia e i cutie mark spariscono. Apple Bloom si scusa con Zecora per aver fatto la pozione senza permesso e che capisce se non vorrà più accoglierla in casa sua, Zecora perdona Apple Bloom dicendogli che sarà sempre la benvenuta da lei.
Rapporto di Apple Bloom sull'amicizia: attendere ciò che desideri con tutto il tuo cuore può essere difficile, quindi puoi prendere una scorciatoia ma la disonestà non ripaga mai perché quello che ottieni non te lo sei davvero guadagnato, bisogna essere onesti con sé stessi e con gli altri perché in fondo è questo ciò che il cuore desidera.

### May the Best Pet Win!
- Titolo italiano (Boomerang): Che vinca il cucciolo migliore
- Regia: James Wootton
- Sceneggiatura: Charlotte Fullerton
- Storyboard: Joel Dickie, Emmett Hall[9]

Fluttershy ha il coniglietto Angel, Twilight ha Gufolisio, Applejack ha il cane Winona, Rarity ha la gatta Opal e Pinkie ha l'alligatore Gummy. Solo Rainbow non ha un animale domestico: grazie alla consulenza di Fluttershy, decide quindi di dare inizio a una competizione per decidere quale sarà il suo animale domestico, tra vari uccelli (o comunque animali volanti) e (con il suo disappunto) una testuggine. E così i concorrenti superano diverse prove, ma la testuggine invece fallisce su ogni prova, e così Rainbow la manda via. Quando rimangono solo quattro concorrenti Rainbow gli mostra la prova finale: una corsa contro di lei in una gola piena di insidie, la corsa ha quindi inizio e Rainbow è in testa, dopo un po' però si verifica una frana e Rainbow rimane bloccata nella gola mentre gli altri la superano. Fortunatamente arriva la testuggine che la libera e la porta al traguardo, alla fine Rainbow decide di prenderla come animale domestico non solo perché è arrivata al traguardo insieme a lei ma anche per averla salvata. È così il giorno dopo Rainbow raggiunge il parco insieme al suo animaletto chiamato adesso Tank (con un casco da aviatore e un'elica) per giocare insieme alle sue amiche e i loro cuccioli.
Rapporto di Rainbow Dash sull'amicizia: la qualità fondamentale in un cucciolo di animale non sono le sue abilità fisiche ma una certa capacità di resistenza unita all'intelligenza di saper aspettare il momento buono per avere la meglio.

### The Mysterious Mare Do Well
- Titolo italiano (Boomerang): Una misteriosa rivale
- Regia: James Wootton
- Sceneggiatura: Merriwether Williams
- Storyboard: Sabrina Alberghetti, Nicole Wang[9]

Rainbow Dash comincia a montarsi la testa dopo aver salvato la vita di alcuni pony e aver scoperto di avere un ampio fan club. Improvvisamente, un pony mascherato, Misteriosa Cuoredoro, che sembra saper sia volare sia usare la magia, comincia a sostituire Rainbow nel ruolo di eroina prediletta di Ponyville. Il Pegaso dalla criniera color arcobaleno è insospettito e comincia a indagare su chi può essere la misteriosa supereroina. In realtà la misteriosa eroina era stata inscenata da Twilight, Applejack, Rarity, Fluttershy e Pinkie Pie, con lo scopo di far tornare l'amica con i piedi per terra.
Rapporto di Rainbow Dash sull'amicizia: è bello essere bravi in qualcosa, ma è anche importante agire con grazia e umiltà anche quando gli altri fanno meglio.

### Sweet and Elite
- Titolo italiano (Boomerang): Dolce come la crema
- Regia: James Wootton
- Sceneggiatura: Meghan McCarthy
- Storyboard: Kenny Park, Marshall Fels Elliott[9]

Rarity si reca a Canterlot per degli acquisti. Per caso si imbatte in un aristocratico molto noto di Canterlot che le apre una strada nell'alta società, ma passa una settimana con la costante paura di finire per tradire la fiducia delle proprie amiche, in particolare Twilight Sparkle, il cui compleanno è vicino e per la quale deve preparare un vestito.
Rapporto di Rarity sull'amicizia: ovunque la vita ci possa condurre non dobbiamo dimenticare il luogo in cui siamo nati e l'affetto dei nostri amici, e che dobbiamo esserne sempre orgogliosi in qualunque posto ci troviamo.

### Secret of My Excess
- Titolo italiano (Boomerang): Un compleanno fuori misura
- Regia: James Wootton
- Sceneggiatura: M. A. Larson
- Storyboard: Raven Molisee, David Dick[9]

Quando Spike si rende conto di preferire "avere" a "essere", comincia a rubare e a farsi regalare cose anche da persone a caso, e questo suo agire aumenta anche le sue dimensioni.
Rapporto di Spike sull'amicizia: è meglio dare che ricevere e la gentilezza e la generosità sono le basi della vera amicizia perché questa è la cosa più preziosa al mondo.

### Hearth's Warming Eve
- Titolo italiano (Boomerang): Festa dell'amicizia
- Regia: James Wootton
- Sceneggiatura: Merriwether Williams
- Storyboard: Joel Dickie, Emmett Hall[9]

Le protagoniste, in occasione della Festa del focolare dell'amicizia (parodia del Natale) si dirigono a Canterlot per interpretare una recita commissionata da Princess Celestia che dovrà inscenare la nascita di Equestria: Spike nel ruolo del narratore, Rarity nei panni della principessa Platino, Applejack nelle vesti di Focaccia Tosta, Pinkie Pie nel ruolo della cancelliera Bombolona, Fluttershy nei panni di un soldato pegasus, Twilight nelle vesti di Giglio Ingegnoso e Rainbow Dash che interpreta il comandante Uragano.

### Family Appreciation Day
- Titolo italiano (Boomerang): La giornata della famiglia
- Regia: James Wootton
- Sceneggiatura: Cindy Morrow
- Storyboard: Sherann Johnson, Justin Nichols[9]

Apple Bloom deve portare a scuola un parente per una giornata scolastica dedicata all'apprezzamento della propria famiglia. Essendo Applejack e Big Macintosh occupati per la raccolta delle mele "Zap apples", una particolare qualità di mele color arcobaleno che cadono da alberi 'elettrici', è costretta a portare a scuola l'eccentrica Granny Smith, e ha paura di vergognarsene.

### Baby Cakes
- Titolo italiano (Boomerang): I bebè dei signori Cake
- Regia: James Wootton
- Sceneggiatura: Charlotte Fullerton
- Storyboard: Tom Sales, Corey Toomey[9]

Pinkie Pie deve fare da babysitter ai figli dei coniugi Cake, ma non si rende conto di quanto questo compito possa essere difficile: i piccoli Pound e Pumpkin Cake, rispettivamente un pegaso e un unicorno, stanno infatti iniziando a scoprire le proprie capacità... in modo turbolento.
Rapporto di Pinkie sull'amicizia: a volte il nostro desiderio di responsabilità può essere più grande della capacità di farcene carico.

### The Last Roundup
- Titolo italiano (Boomerang): L'ultimo raduno
- Regia: James Wootton
- Sceneggiatura: Amy Keating Rogers
- Storyboard: Sabrina Alberghetti, Nicole Wang[9]

Applejack va a partecipare a un rodeo. La sua vittoria può essere d'aiuto per la ricostruzione del municipio di Ponyville. Applejack però sembra non voler tornare a Ponyville, motivo per cui le sue amiche la vogliono ritrovare, e scoprono che si è data alla raccolta di ciliegie e non vuole dire il motivo per cui non è tornata subito a Ponyville; si scopre alla fine che Applejack non aveva vinto neanche un primo premio, e non voleva tornare senza il denaro che aveva promesso ai concittadini. Questa puntata è ora l'unica in cui Derpy "Hooves" ha un ruolo parlante. La scena fu tuttavia modificata a causa del suo modo di parlare controverso, che poteva far pensare a un ritardo mentale.
Rapporto di Applejack sull'amicizia: è molto facile essere orgogliosi quando si arriva primi un po' meno quando si rimane indietro, ma è sbagliato nascondersi se non si raggiunge il risultato sperato, bisogna affrontare i propri limiti con l'aiuto dei propri amici e della propria famiglia.

### The Super Speedy Cider Squeezy 6000
- Titolo italiano (DVD): Fino all'ultima goccia di sidro
- Regia: James Wootton
- Sceneggiatura: M. A. Larson
- Storyboard: Kenny Park, Marshal Fels Elliott[9]

I fratelli Flim e Flam giungono a Ponyville con una strana macchina a forma di locomotiva che serve per produrre succo di mela. Inizialmente, i fratelli offrono una collaborazione alla famiglia Apple, ma a causa delle condizioni assurde (vogliono tenere per sé quasi tutto il denaro, il 75% a loro e il 25% agli Apple) la famiglia è costretta a rifiutare. Viene allora indetta una gara: chi produrrà più sidro entro il limite di tempo stabilito otterrà la fattoria e il monopolio sulla vendita del prodotto. Nonostante gli Apple vengano aiutati dalle cinque amiche, alla fine sono Flim e Flam a prevalere grazie al loro macchinario. Avendo però trascurato di selezionare le mele buone da quelle marce per risparmiare tempo, il loro succo finisce per avere un sapore orrendo, deludendo le aspettative degli abitanti di Ponyville e facendoli sentire presi in giro. Vedendo che i pony non avrebbero comprato il loro prodotto nemmeno a un prezzo stracciato, Flim e Flam decidono di levare le tende e cercare un'altra città, restituendo agli Apple il possesso della loro fattoria.
Rapporto di Applejack sull'amicizia: il mondo gira sempre nello stesso modo, ma se fai le cose nella maniera giusta i risultati parleranno da soli.

### Read It and Weep
- Titolo italiano (Boomerang): Rainbow Dash e il libro di avventure
- Regia: James Wootton
- Sceneggiatura: Cindy Morrow
- Storyboard: Raven Molisee, David Weibe[9]

Fratturatasi un'ala, in ospedale, Rainbow Dash comincia a leggere dei libri consigliati a lei da Twilight Sparkle, che hanno per protagonista Daring Do (chiara parodia di Indiana Jones). Avendo paura di essere ridicola con le sue amiche a causa del suo essere stata scettica e dubbiosa riguardo al leggere, decide di nascondere la sua passione.
- Rapporto di Rainbow Dash sull'amicizia: mai giudicare una cosa senza averla provata.

### Hearts and Hooves Day
- Titolo italiano (Boomerang): La pozione d'amore
- Regia: James Wootton
- Sceneggiatura: Meghan McCarthy
- Storyboard: Sherann Johnson, Justin Nichols[9]

Per il giorno dei Pony innamorati, una sorta di San Valentino, le Cutie Mark Crusaders decidono che devono trovare lo stallone perfetto per la loro insegnante Cheerilee. Decidono che lo stallone perfetto è Big Macintosh, ma l'unico modo per fare in modo che i due si innamorino è tramite una pozione d'amore.
Rapporto delle Cutie Mark Crusaders sull'amicizia: nessun pony può costringere due pony a stare insieme, ognuno deve trovarsi da solo il proprio pony speciale.

### A Friend in Deed
- Titolo italiano (Boomerang): Operazione sorriso
- Regia: James Wootton
- Sceneggiatura: Amy Keating Rogers
- Storyboard: Tom Sales, Corey Toomey[9]

Pinkie Pie dà il benvenuto a un asino appena arrivato in città e cerca di farselo amico.
Rapporto di Pinkie sull'amicizia: esistono molti tipi di amici e molti modi di manifestare l'amicizia, ma la cosa migliore è essere capace di far sorridere i tuoi amici.

### Putting Your Hoof Down
- Titolo Italiano (Boomerang): Farsi valere
- Regia: James Wootton
- Sceneggiatura: Merriwether Williams; storia di Charlotte Fullerton
- Storyboard: Joel Dickie, Emmett Hall[9]

Fluttershy, che a causa della sua natura timida e insicura finisce per essere sempre trattata da "zerbino", si fa convincere da Iron Will, un minotauro che sviluppa l'idea di violenza per rispondere alla scortesia, che il suo atteggiamento deve diventare più duro. Così non capisce di influenzare i suoi rapporti con le amiche Rarity e Pinkie Pie.
Rapporto di Fluttershy sull'amicizia: quando si è timidi a volte è difficile riuscire a farsi valere, ma farsi rispettare non significa cambiare quello che siamo, bisogna imparare a opporsi quando è il caso senza diventare offensivi o meschini.

### It's About Time
- Titolo italiano (Boomerang): Era ora
- Regia: James Wootton
- Sceneggiatura: M. A. Larson
- Storyboard: Sabrina Alberghetti, Nicole Wang[10]

Twilight riceve una visita dalla futura sé stessa che la avverte che entro la mattina di martedì prossimo avrà luogo a Equestria una catastrofe. Twilight mette in allerta tutti gli abitanti di Ponyville, che cominciano a darsi un gran daffare per evitare la catastrofe. In seguito, Twilight cerca di evitare la catastrofe da sola, ma invano.
Alla fine Twilight, insieme a Spike e Pinkie Pie, si reca negli archivi di Canterlot per riuscire a trovare un incantesimo che permetta di fermare il tempo. Poi però scopre che la futura sé stessa era proprio lei e che non voleva avvertire la Twilight del passato di una catastrofe, bensì di non preoccuparsi troppo durante la settimana.
Rapporto di Twilight sull'amicizia: non bisogna preoccuparsi di quello che può succedere in futuro.

### Dragon Quest
- Titolo italiano (Boomerang): La ricerca del drago
- Regia: James Wootton
- Sceneggiatura: Merriwether Williams
- Storyboard: Kenny Park, Marshal Fels Elliott[11]

Spike decide di partire a conoscere dei draghi che migrano per sapere di più sulla sua specie. Non fidandosi dei suoi istinti, Rainbow Dash, Twilight Sparkle e Rarity lo seguono in un bizzarro costume draghesco.
Rapporto di Spike sull'amicizia: chi sei è più importante di cosa sei.

### Hurricane Fluttershy
- Titolo italiano (Boomerang): L'uragano Fluttershy
- Regia: James Wootton
- Sceneggiatura: Cindy Morrow
- Storyboard: Raven Molisee, Dave Weibe[12]

Fluttershy ha paura di non poter aiutare a creare un vortice per portare l'acqua di un laghetto a Cloudsdale, la città sulle nuvole, ma Rainbow Dash ha bisogno del suo supporto. Tutti prendono in giro la pegaso per le sue difficoltà nel volo: essa si confida in lacrime con gli amici animali, che la incoraggiano e la convincono a non mollare.
Rapporto di Fluttershy sull'amicizia: tutti possono dare il loro contributo per quello che riescono, basta stare a testa alta, fare del proprio meglio e credere in sé stessi e poi tutto può accadere.

### Ponyville Confidential
- Titolo italiano (Boomerang): Gossip a Ponyville
- Regia: James Wootton
- Sceneggiatura: M. A. Larson
- Storyboard: Sherann Johnson, Justin Nichols[13]

Le Cutie Mark Crusaders cominciano a scrivere degli articoli scandalistici per il giornale scolastico sotto lo pseudonimo di "Gomme da chiacchierare". I loro articoli diventano letti e amati, anche se non da tutti. Il titolo dell'episodio è ispirato al film ‘'L.A. Confidential'’, ispirato all'omonimo romanzo, in cui il personaggio interpretato da Danny DeVito tiene un giornale scandalistico.

### MMMystery on the Friendship Express
- Titolo italiano (Boomerang): MMMistero sul treno
- Regia: James Wootton
- Sceneggiatura: Amy Keating Rogers
- Storyboard: Tom Sales, Corey Toomey[14]

Pinkie Pie trasporta su un treno una torta preparata dai coniugi Cake che deve portare a Canterlot per un concorso. Sullo stesso treno ci sono dei rivali dei coniugi Cake che sembrano pronti a sabotare la torta. Durante la notte, in effetti, la torta viene mangiata, anche se non interamente, e mentre i sospetti di Pinkie cadono immediatamente sugli altri tre pasticcieri loro rivali, Twilight pensa che sia meglio investigare.
Rapporto di Pinkie sull'amicizia: è sbagliato saltare subito alle conclusioni, prima di dire che qualcuno ha commesso un gesto bisogna conoscere i fatti altrimenti si rischia di dare a qualcuno la colpa per qualcosa che non ha mai commesso, in questo modo non feriremo gli altri ed eviteremo di fare una figuraccia.

### A Canterlot Wedding - Part 1
- Titolo italiano (Boomerang): Un matrimonio a Canterlot - parte 1
- Regia: James Wootton
- Sceneggiatura: Meghan McCarthy
- Storyboard: Sabrina Alberghetti, Raven Molisee, Justin Nichols, Tom Sales[15]

Twilight Sparkle e le sue amiche vengono invitate a presenziare a un matrimonio che si terrà a Canterlot tra il fratello di Twilight, Shining Armor, e una giovane principessa, un alicorno di nome Cadance che faceva da pony sitter a Twilight quand'era piccola. Twilight, tuttavia, nutre forti sospetti circa l'atteggiamento di Cadance.

### A Canterlot Wedding - Part 2
- Titolo italiano (Boomerang): Un matrimonio a Canterlot - parte 2
- Regia: James Wootton
- Sceneggiatura: Meghan McCarthy
- Storyboard: Sabrina Alberghetti, Raven Molisee, Justin Nichols, Tom Sales[15]

Intrappolata nelle grotte sotterranee di Canterlot da Cadance, rivelatasi malvagia, Twilight scopre che la vera principessa, che lei conosceva da giovane e che dovrebbe sposare suo fratello, è stata a sua volta rinchiusa in quel luogo. Quella che invece sta per sposarsi è in realtà la regina mutante Chrysalis, che vuole conquistare Equestria per poter disporre in quantità della fonte di cibo di cui si nutre il suo popolo: l'amore.
Rapporto di Twilight sull'amicizia: bisogna credere sempre nel proprio istinto.